# Turkey International
Die Turkey International (auch Turkey Open) sind die offenen internationalen Meisterschaften der Türkei im Badminton. Sie fanden erstmals 2007 statt. 2015 wurde neben den Turkey International auch eine Veranstaltung namens Turkish International ausgetragen.

## Die Sieger
| Saison    | Herreneinzel                   | Dameneinzel             | Herrendoppel                          | Damendoppel                               | Mixed                                  |
| --------- | ------------------------------ | ----------------------- | ------------------------------------- | ----------------------------------------- | -------------------------------------- |
| 2007      | Hans-Kristian Vittinghus       | Juliane Schenk          | Kristof Hopp Ingo Kindervater         | Nicole Grether Juliane Schenk             | Ingo Kindervater Kathrin Piotrowski    |
| 2008      | nicht ausgetragen              | nicht ausgetragen       | nicht ausgetragen                     | nicht ausgetragen                         | nicht ausgetragen                      |
| 2009      | Ville Lång                     | Li Shuang               | Joel Johansson-Berg Imam Sodikin      | Emelie Lennartsson Emma Wengberg          | Viki Indra Okvana Gustiani Megawati    |
| 2010      | Przemysław Wacha               | Judith Meulendijks      | Vladimir Ivanov Ivan Sozonov          | Anastasia Chervyakova Maria Korobeyinkova | Mads Pieler Kolding Julie Houmann      |
| 2011      | Hong Ji-hoon                   | Petya Nedelcheva        | Kim Gi-jung Kim Sa-rang               | Sandra Marinello Birgit Michels           | Cho Gun-woo Yoo Hyun-young             |
| 2012      | Dmytro Zavadsky                | Chloe Magee             | Robert Blair Tan Bin Shen             | Gabriela Stoeva Stefani Stoeva            | Sam Magee Chloe Magee                  |
| 2013      | Yuhan Tan                      | Stefani Stoeva          | Nikita Khakimov Vasily Kuznetsov      | Gabriela Stoeva Stefani Stoeva            | Anton Kaisti Gabriela Stoeva           |
| 2014      | Matthias Almer                 | Neslihan Yiğit          | Konstantin Abramov Alexandr Zinchenko | Gabriela Stoeva Stefani Stoeva            | Jones Ralfy Jansen Cisita Joity Jansen |
| 2015      | Marc Zwiebler                  | Karin Schnaase          | Kasper Antonsen Niclas Nøhr           | Gabriela Stoeva Stefani Stoeva            | Robert Mateusiak Nadieżda Zięba        |
| 2016      | Patrick Bjerregaard            | Cemre Fere              | Vanmaël Hériau Florent Riancho        | Özge Bayrak Neslihan Yiğit                | Melih Turgut Fatma Nur Yavuz           |
| 2017      | Lucas Claerbout                | Özge Bayrak             | Alexander Dunn Adam Hall              | Bengisu Erçetin Nazlıcan İnci             | Peter Käsbauer Olga Konon              |
| 2018      | Ikhsan Leonardo Imanuel Rumbay | Özge Bayrak             | Leo Rolly Carnando Daniel Marthin     | Nita Violina Marwah Putri Syaikah         | Danny Bawa Chrisnanta Tan Wei Han      |
| 2019      | Luís Enrique Peñalver          | Neslihan Yiğit          | Mikkel Stoffersen Mads Vestergaard    | Bengisu Erçetin Nazlıcan İnci             | Mikkel Stoffersen Susan Ekelund        |
| 2020 2023 | nicht ausgetragen              | nicht ausgetragen       | nicht ausgetragen                     | nicht ausgetragen                         | nicht ausgetragen                      |
| 2024      | Kalle Koljonen                 | Keisha Fatimah Az Zahra | Julien Maio William Villeger          | Paula López Lucía Rodríguez               | Julien Maio Léa Palermo                |

## Sieger der Turkish International
| Saison    | Herreneinzel      | Dameneinzel       | Herrendoppel                         | Damendoppel                | Mixed                        |
| --------- | ----------------- | ----------------- | ------------------------------------ | -------------------------- | ---------------------------- |
| 2015      | Yuhan Tan         | Kati Tolmoff      | Gergely Krausz Tovannakasem Samatcha | Kader İnal Fatma Nur Yavuz | Melih Turgut Fatma Nur Yavuz |
| 2016 2024 | nicht ausgetragen | nicht ausgetragen | nicht ausgetragen                    | nicht ausgetragen          | nicht ausgetragen            |